# Seier Capital
Seier Capital er et dansk holdingselskab, grundlagt i 2004 af eneejer Lars Seier Christensen. Selskabet ejer blandt andet godt 25 % af aktierne i Saxo Bank, er hovedaktionær i Restaurant Geranium, ligesom det ejer halvdelen af et maltesisk selskab med navnet "d’Angleterre II".

## Historie
I januar 2016 blev Seier Capital navnesponsor for Rungsted Ishockey, ligesom selskabet havde købt 43,63 % af aktierne i selskabet bag klubbens hold i Superisligaen.
Seier Capital stiftede i foråret 2016 et datterselskab med navnet "Seier Capital Denmark", som skulle investerer i unge entreprenører og iværksættere, hvor Seier Capital ville bruge mellem 500.000 kr. og syv millioner kroner på hvert projekt.

## Ejerandele
Ved udgangen af 2015 havde Seier Capital følgende ejerandele i andre selskaber:
- LSC Fine Wine Invest (100 %)
- LSC Fine Arts (100 %)
- Restaurant Geranium (80 %)
- Saxo Bank (25,7 %)
- 180Grader (40 %)
- JuicyB (42 %)
- Newsio News (20 %)
- Rungsted Ishockey (43,63 %)
- Endless Jewelry (23,23 %)
- d’Angleterre II (50 %)
- SpeakerBee